# Caloplaca phlogina
Caloplaca phlogina är en lavart som först beskrevs av Erik Acharius, och fick sitt nu gällande namn av Flag. Caloplaca phlogina ingår i släktet orangelavar, och familjen Teloschistaceae. Enligt den finländska rödlistan är arten starkt hotad i Finland. Arten är reproducerande i Sverige. Artens livsmiljö är skogar.